# Ricklinger Stadtweg 50/52

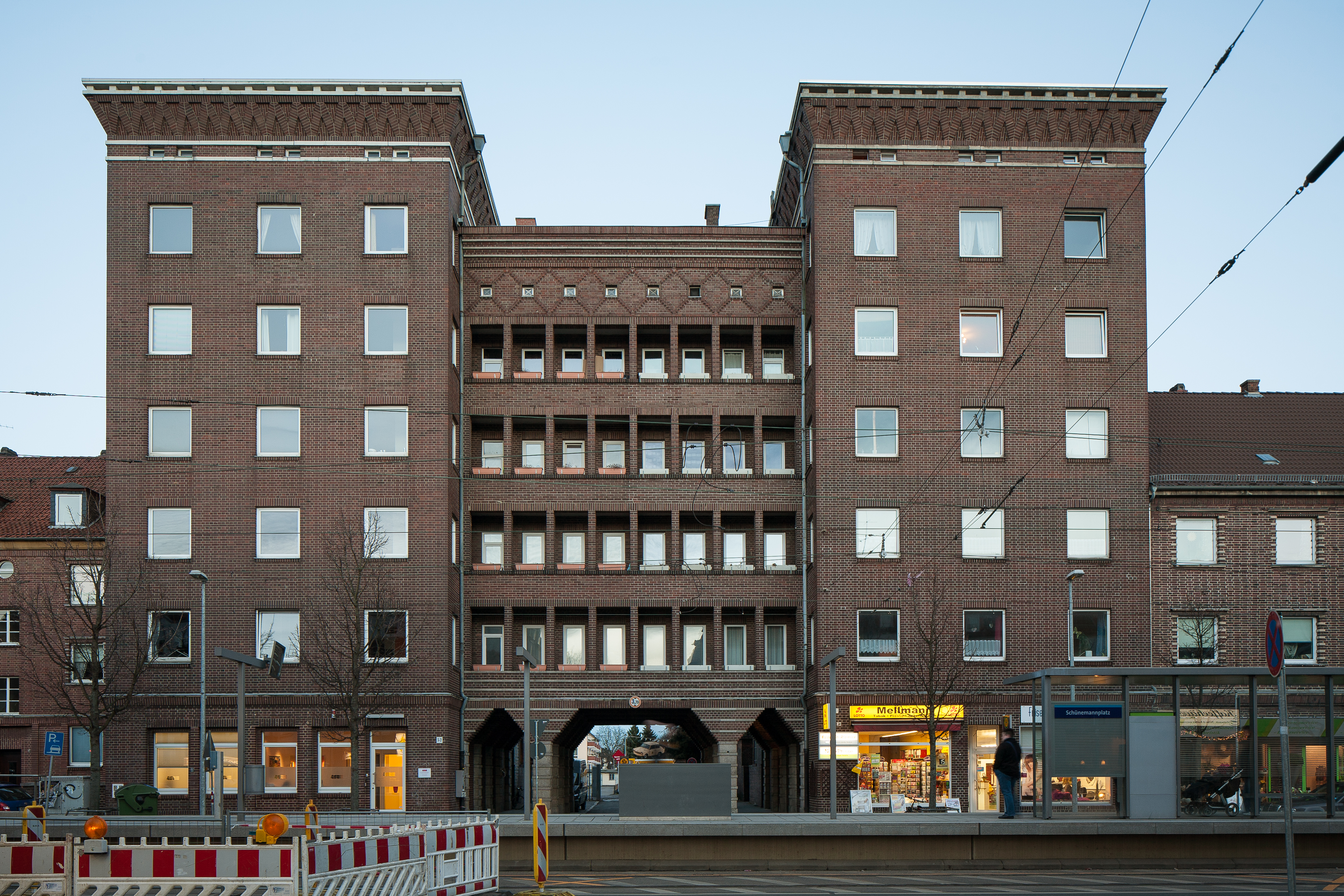
Das auch „Torwohnhaus“ genannte Wohngebäude im Stil des Backsteinexpressionismus in Ricklingen;
hier 2012 nach dem Bau des Hochbahnsteiges der Stadtbahn-Haltestelle Schünemannplatz

Ricklinger Stadtweg 50/52 in Hannover ist die Adresse eines denkmalgeschützten, dreigeteilten Hochhauses im Stadtteil Ricklingen. Der Gesamtbau des in Klinkerbauweise, im Stil des Backsteinexpressionismus errichteten Wohnhauses zählt zu den bedeutendsten Einzelobjekten, die in dieser Form in den 1920er und 1930er Jahren in der niedersächsischen Landeshauptstadt errichtet wurden.

## Geschichte und Beschreibung
Zur Linderung der großen Wohnungsnot der 1920er Jahre schrieb die Stadt Hannover unter dem Stadtbaurat Karl Elkart einen Architektenwettbewerb aus, um einen Teil des zuvor zur  Hannoverschen Waggonfabrik AG (HAWA) gehörenden Geländes ein neues Wohngebiet zu errichten. Nach dem Bebauungsplan sollte es zwischen der Eisenbahnlinie, der Göttinger Chaussee, der Pfarrstraße und ab der Westseite vom Ricklinger Stadtweg entstehen und wurde dort schließlich durch den Spar- und Bauverein in den Jahren von 1927 bis 1931 ausgeführt nach Entwürfen der Architekten Adolf Haro und Friedrich Wilhelm Schick. So entstand dort eines der für die 1920er Jahre für Hannover typischen Wohngebiete mit in Backstein errichteter Blockbebauungen mit großteils durchgrünten Innenflächen, wie sie etwa zeitgleich auch in den Stadtteilen Südstadt, List, Vahrenwald und andernorts gebaut wurden.
Diesem Wohngebiet gegenüber ragt östlich das 1927 errichtete Einzelbauwerk Ricklinger Stadtweg 50/52 heraus. Das Gebäude nach Plänen der Architekten Schmidt + Niendecker sollte „[...] vermutlich [einen] städtebaulichen Bezug zur Bebauung des HAWA-Geländes“ herstellen, in dem es in die Achse der ursprünglichen Hauptquerverbindung des Hawa-Geländes, des Bangemannweges, gestellt wurde. Das dreigeteilte, symmetrische Hochhaus schließt zwischen zwei 7-geschossigen Baukörpern ein zur Straße leicht zurückliegendes, 6-geschossiges Mittelteil ein. Die mit Klinkern eher schlicht verkleideten Außenmauern werden in den seitlichen Attikageschossen durch markante, erhabene Zickzackbänder „bekrönt“. Der Mitteltrakt in der Linie des Bangemannweges nimmt im Erdgeschoss einen dreiteiligen Durchgang auf, darüber finden bis in das vierte Obergeschoss Laubengang-ähnliche Loggien, über denen ein hohes Attikageschoss mit einfachem Klinkermuster schließt.